# The Powerless Rise
The Powerless Rise è il quinto album del gruppo metalcore As I Lay Dying, pubblicato in Europa il 7 maggio mentre negli Stati Uniti l'11 maggio 2010 attraverso l'etichetta Metal Blade. Per le tracce Parallels e Anodyne Sea sono stati girati dei video musicali.

## Tracce
1. Beyond Our Suffering – 2:50
2. Anodyne Sea – 4:35
3. Without Conclusion – 3:15
4. Parallels – 4:57
5. The Plague – 3:42
6. Anger and Apathy – 4:26
7. Condemned – 2:50
8. Upside Down Kingdom – 4:00
9. Vacancy – 4:27
10. The Only Constant Is Change – 4:08
11. The Blinding of False Light – 5:05

Traccia bonus nella versione iTunes
1. Condemned (Gunfight Mix) – 3:57

## Formazione
- Tim Lambesis - voce death
- Phil Sgrosso - chitarra
- Nick Hipa - chitarra
- Josh Gilbert - basso, voce melodica
- Jordan Mancino - batteria